# Птицкое сельское поселение
Птицкое се́льское поселе́ние — муниципальное образование в Вагайском районе Тюменской области Российской Федерации.
Административный центр — село Птицкое.

## История
Статус и границы сельского поселения установлены Законом Тюменской области от 5 ноября 2004 года № 263 «Об установлении границ муниципальных образований Тюменской области и наделении их статусом муниципального района, городского округа и сельского поселения».

## Население
| 2010 | 2011 | 2012 | 2013 | 2014 | 2015 | 2016 |
| ---- | ---- | ---- | ---- | ---- | ---- | ---- |
| 761  | ↘760 | ↘737 | ↘726 | ↘722 | ↘712 | ↘701 |
| 2017 | 2018 | 2019 | 2020 | 2021 | 2023 |      |
| ↗703 | →703 | ↘697 | ↘688 | ↘483 | ↘454 |      |

## Состав сельского поселения
| № | Населённый пункт | Тип населённого пункта       | Население |
| - | ---------------- | ---------------------------- | --------- |
| 1 | Бушмина          | деревня                      | 119       |
| 2 | Копылова         | деревня                      | 14        |
| 3 | Малые Конданы    | деревня                      | 89        |
| 4 | Межевая          | деревня                      | 4         |
| 5 | Полина           | деревня                      | 61        |
| 6 | Полино-Ашлык     | деревня                      | 5         |
| 7 | Птицкое          | село, административный центр | 429       |
| 8 | Томская          | деревня                      | 40        |